# Jean Frédéric Frenet
Jean Frédéric Frenet (Périgueux, 7 febbraio 1816 – Périgueux, 12 giugno 1900) è stato un matematico, astronomo e meteorologo francese.
È noto per aver sviluppato, indipendentemente da Serret, le formule di Frenet-Serret. Queste formule sono importanti in geometria differenziale per le curve nello spazio, in quanto definiscono il triedro di Frenet, un sistema di riferimento costituito da una terna di vettori: tangente, normale e binormale.
Frenet presentò queste formule nel 1847 nella sua tesi « Sur quelques propriétés générales des courbes à double courbure » all'Università di Tolosa. Nello stesso anno diventò professore a Tolosa e un anno dopo professore incaricato di matematica all'Università di Lione.
Nel 1852 pubblicò le formule nel Journal de mathématiques pures et appliquées  e nel Journal de Liouville.
Quale direttore dell'Osservatorio astronomico di Lione, dal 1853 al 1858 pubblicò una serie di dati meteorologici nella rivista "Mémoires de l'Académie impériale de Lyon".
Nel 1856 pubblicò a Lione un testo d'insegnamento sul calcolo differenziale e integrale, Recueil d'exercices sur le calcul infinitésimal, che ebbe sette edizioni, l'ultima nel 1917.